# Cerda
Cerda (Cerda in siciliano) è un comune italiano di 4 819 abitanti della città metropolitana di Palermo in Sicilia.
Sorge in una zona collinare tra l'Imera settentrionale e il Torto, ex feudo di Calcusa.

## Geografia fisica

### Clima
| Cerda               | Mesi | Mesi | Mesi | Mesi | Mesi | Mesi | Mesi | Mesi | Mesi | Mesi | Mesi | Mesi | Stagioni | Stagioni | Stagioni | Stagioni | Anno |
| Cerda               | Gen  | Feb  | Mar  | Apr  | Mag  | Giu  | Lug  | Ago  | Set  | Ott  | Nov  | Dic  | Inv      | Pri      | Est      | Aut      | Anno |
| ------------------- | ---- | ---- | ---- | ---- | ---- | ---- | ---- | ---- | ---- | ---- | ---- | ---- | -------- | -------- | -------- | -------- | ---- |
| T. max. media (°C)  | 12,7 | 13,1 | 14,7 | 17,1 | 21,6 | 25,6 | 28,6 | 28,9 | 25,9 | 21,6 | 17,5 | 14,2 | 13,3     | 17,8     | 27,7     | 21,7     | 20,1 |
| T. min. media (°C)  | 7,4  | 7,2  | 8,3  | 10,2 | 13,8 | 17,7 | 20,5 | 21,1 | 18,8 | 15,2 | 11,7 | 8,9  | 7,8      | 10,8     | 19,8     | 15,2     | 13,4 |
| Precipitazioni (mm) | 71   | 59   | 48   | 42   | 21   | 7    | 5    | 14   | 36   | 78   | 72   | 75   | 205      | 111      | 26       | 186      | 528  |

## Origini del nome
- Il significato è da attribuire alla nobile famiglia spagnola de la Cerda, discendenti di Ferdinando de la Cerda, erede del regno e reggente di Castiglia e León, furono diseredati e scavalcati nella successione al trono dallo zio Sancho. Per generazioni i de la Cerda lottarono con i re di Castiglia e si calmarono solo con il ducato di Medinaceli. Il soprannome, de la Cerda, di Ferdinando deriva dal fatto di esser nato con del pelo nel petto, simile a delle setole di maiale, che in spagnolo si dice de la cerda. Il suo soprannome fu assunto come cognome dai suoi discendenti.
- Il nome Cerda è una parola spagnola che si può tradurre come scrofa.[5]
- Cerdà è un comune spagnolo.

### I de la Cerda in questo comune
Giuseppe San Esteban y de la Cerda (y oppure e, nei paesi di cultura spagnola precede il cognome materno) barone di Calcusa e Fontana Murata, cavaliere dell'Alcantara, fu governatore del Monte di Pietà di Palermo negli anni 1646, 1659, 1660, e, con privilegio dato a 13 febbraio 1659 esecutoriato a 16 gennaio 1663, ottenne la concessione del titolo di marchese.

## Storia
Calcusa era un casale facente parte dell'allora Contea di Golisano dalla quale, nel 1430, ne fu distaccato dal re Alfonso V il Magnanimo, figlio di Ferdinando I d'Aragona, mentre era conte Gilberto Centelles, il quale, autorizzato dallo stesso re, lo cedette al conte di Geraci Giovanni Ventimiglia. L'erede di quest'ultimo, Luciano Ventimiglia, signore di Castronuovo nel 1453, vende il feudo ad Antonio de Simone Andrea, con diritto di riscatto entro 20 anni. Da questa data e per circa due secoli il feudo appartenente alla famiglia Bardi. Il nipote Salvatore, nel dicembre del 1526, ottiene dal re Carlo V l'autorizzazione a riunire gente, tramite bando, nei feudi di Calcusa, presso il "Fondaco nuovo". Anche se questa data potrebbe rappresentare l'inizio effettivo della comunità di Cerda, la licentia populandi ottenuta rimase senza esecuzione. Un primo nucleo di case, con una chiesa e alcuni magazzini, è documentato solo nel 1626, come testimonia un atto di vendita rinvenuto. Un borgo, quindi, forse chiamato "Taverna nuova" o appunto "Fondaco nuovo", probabilmente per indicarne la funzione di stazione di sosta per coloro che dovevano inoltrarsi verso le Madonie o l'interno della Sicilia. Dalla famiglia Bardi il feudo passò alla famiglia San Esteban y de la Cerda (y oppure e, nei paesi di cultura spagnola precede il cognome materno) signore di Calcusa Vallelunga e di Fontana murata. Giuseppe Santostefano, capitano di ventura a riposo, fu nominato marchese dal re Filippo IV, ottenendo la licentia populandi. Giuseppe Santostefano nel 1636 promosse le prime fabbriche, da lui e da Giuseppa Bertola, Alessio conseguì le signorie nel 1674 che con Antonia Notarbartolo generò Giuseppe, Tribuno della regia milizia, prefetto del castello di Palermo, sposò Eleonora Vanni e da lei generò Alessio. La popolazione cerdese ebbe un notevole incremento raggiungendo circa 2 000 abitanti, che diventarono oltre 3000 intorno al 1860 e superarono le 4 000 unità nel 1870 per attestarsi, negli anni successivi, sui 5 000 abitanti. Ma nel secolo successivo a causa dell'emigrazione di molte famiglie in cerca di lavoro, si ebbe un freno all'aumento della popolazione, che si stabilizzò attorno a 5 000 abitanti. Nel XIX secolo Cerda si elevava alla dignità di Comune.

### Simboli
Lo stemma e il gonfalone del comune di Cerda sono stati concessi con decreto del presidente della Repubblica del 18 aprile 2011.
Il gonfalone è un drappo di rosso.

## Monumenti e luoghi d'interesse
A circa 7 km dal centro abitato si trovano le "Tribune", ricordo della mitica Targa Florio (comune di Termini Imerese) la gara automobilistica su strada più antica del mondo. La realtà architettonica è rappresentata da una delle più antiche costruzioni: il Palazzo baronale (chiamato il palazzo "Marchese"), databile intorno al 1626. L'edificio ha un impianto austero, tipico delle costruzioni del territorio madonita e mostra evidenti segni di rifacimenti. Interessante è anche la chiesa madre, dedicata a Maria SS. Immacolata, costruita tra il XVI e il XVII secolo e rimaneggiata nell'Ottocento. Altri palazzi di rilievo sono: il palazzo Russo ed il palazzo Coniglio. In particolare, nel palazzo Russo, che sorge sul lato destro della piazza, si possono ammirare nel salone delle feste affreschi in buono stato di conservazione realizzati dai pittori Enrico Cavallaro e Brusca nel 1892, gli stessi che curarono, sotto le direttive dell'architetto Ernesto Basile, gli affreschi del Teatro Massimo di Palermo.

## Società

### Evoluzione demografica
Abitanti censiti

### Etnie e minoranze straniere
Gli stranieri residenti a Cerda al 31 dicembre 2023 sono 187. La comunità straniera più numerosa è quella proveniente dalla Albania (51,9%) seguita dalla Romania (36,9%).

### Tradizioni e folclore

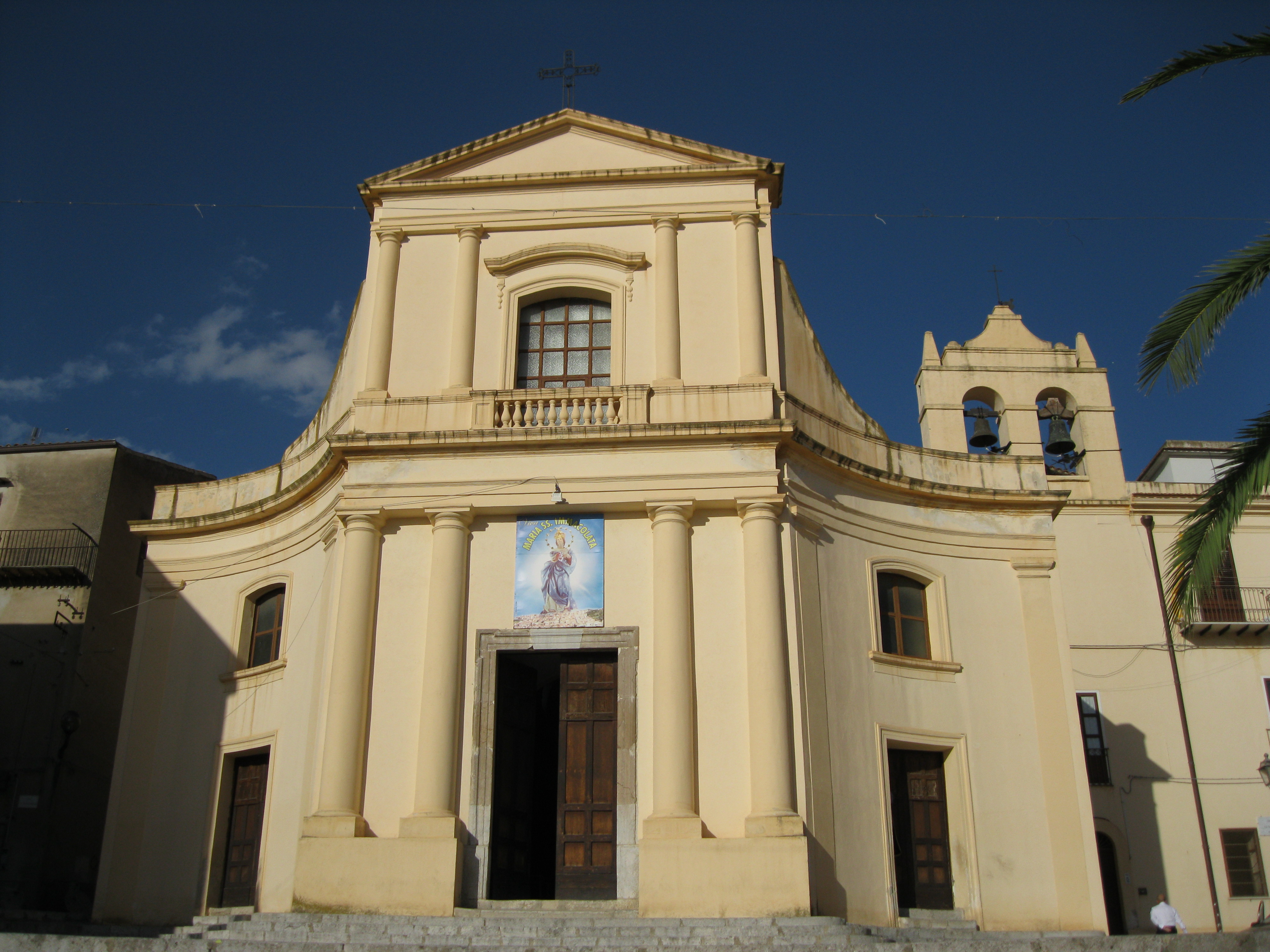
Facciata della chiesa parrocchiale dedicata a Maria Santissima Immacolata

La santa patrona di Cerda è la Madonna Addolorata la cui ricorrenza cade il 16 agosto. Tradizione religiosa particolarmente rilevante riguarda la processione del venerdì santo. Culto minore, ma non meno rilevante, riguarda la Madonna della Catena, la cui chiesa, edificata nel 1915 fu inaugurata l'anno successivo dal sindaco Luigi Russo e dal cardinale Lualdi, è situata in contrada Baiata distante dal centro abitato, che viene omaggiata con festeggiamenti e processioni religiose l'ultima domenica di agosto. Altre tradizioni religiose riguardano: la Madonna dei Miracoli (cui è intitolata la chiesa posta nella parte alta del paese), San Giuseppe, Santa Lucia, San Pio, la Madonna Assunta.

## Cultura

### Istruzione

#### Scuole
Hanno sede nel Comune una scuola secondaria di primo grado, due scuole secondarie di secondo grado, un centro territoriale Permanente e un istituto comprensivo.

#### Musei
A Cerda è visitabile il museo Vincenzo Florio, dedicato alla famiglia Florio e alla Targa Florio, sono visibili foto, libri, giornali plastici, tute e caschi di alcuni piloti, e cimeli vari fra cui La Targa Florio dl 1926 unica targa assegnata ad una casa costruttrice la Bugatti. 
E esposta una Bugatti in ferro e lamiera in scala 1a1 opera dell'artista Calogero Sperandeo a ricordo di Costantini che vinse nel 1926 la mitica corsa.

### Eventi
Fulcro dell'economia agricola è il carciofo, per antonomasia l'elemento rappresentativo del paese, riconosciuto come prodotto di eccellenza al quale è stata dedicata una Sagra che si svolge ogni anno ormai da oltre un ventennio il 25 aprile, in cui non mancano eventi intrattenitivi di degustazione e presentazione dei prodotti locali. Intorno all'ortaggio (in lingua locale cacuocciulu o cacuocciula) si è sviluppata una cultura culinaria che vede la preparazione di numerosi e raffinati piatti incentrati su di esso.
Altro evento culturale insito nella religione riguarda la cosiddetta tavolata di San Giuseppe o meglio conosciuta come i Virgineddi svolta periodicamente il 19 marzo. Nell'Ottocento e in buona parte del Novecento esse rappresentavano una mensa riservata ai poveri in onore del santo per la quale si prodigavano numerosi fedeli nella realizzazione dei piatti caratteristici ovvero: pasta con le sarde, la ghiotta (un insieme di finocchi e pinoli), i sfinci (dolci d'uovo) e l'immancabile pane di San Giuseppe il cui strato più esterno viene sapientemente decorato. Durante la tavolata, che adesso vede la partecipazione di grandi e piccini, viene più volte ricordato il santo con il verso Viva Patriarca e San Giuseppi.

### Cinema
A Cerda è stato girato il film Sicilian Dream, ambientato durante la Targa Florio del 1910, con vetture dell'epoca fra cui una Nazzaro. Il produttore del film è l'inglese David Biggins, con particolare cura di Francesco da Mosto e Alan Decadenet. Hanno partecipato Silvana Paladino, Nino Vaccarella, Catanzaro Antonio, Serafino Barbera e altri appassionati di Targa Florio.

## Geografia antropica
Il cuore del paese è la piazza La Mantia che si distende su più piani raccordati da scalinate.
Su di essa si affacciano, a sinistra, il Municipio, al centro la Chiesa Madre e, sulla destra, il palazzo Russo.
La sua attuale sistemazione risale al 1871; sino ad allora si trattava di uno spiazzo polveroso, occupato da baracche abusive ed infestato dal fetore delle fognature a cielo aperto.
Con delibera del consiglio comunale n. 269 del 18 maggio 1871 si stabilì di abbattere le baracche, di sistemare le fogne e di costruire le attuali scalinate. Le spese relative alla sistemazione della piazza furono a carico del signor Antonio Russo, proprietario dell'omonimo palazzo e sindaco in carica del comune di Cerda, spese che ammontarono a circa 1800 lire.
La piazza che sino ad allora si chiamava piazza Matrice, fu dedicata a Vito La Mantia, illustre cittadino cerdese e noto studioso di storia del diritto, avvocato e magistrato presso il Tribunale di Palermo. Nel Pantheon (chiesa di San Domenico) di Palermo, sulla navata destra, è possibile ammirare un monumento marmoreo a lui dedicato.

## Infrastrutture e trasporti
Il comune è interessato dalla strada statale 120 dell'Etna e delle Madonie.

## Amministrazione

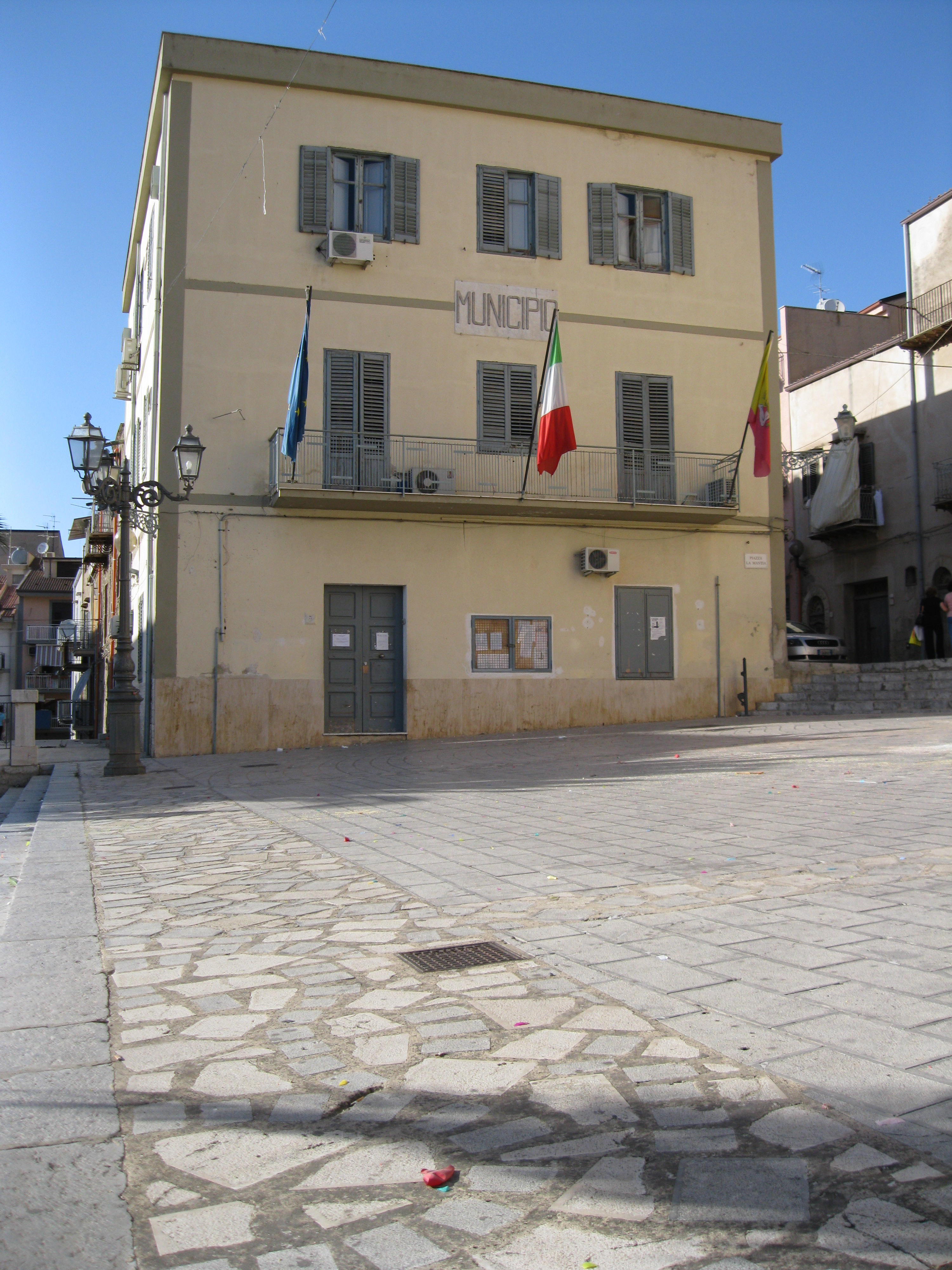
Il municipio

Di seguito è presentata una tabella relativa alle amministrazioni che si sono succedute in questo comune.
| Periodo           | Periodo           | Primo cittadino              | Partito              | Carica              | Note   |
| ----------------- | ----------------- | ---------------------------- | -------------------- | ------------------- | ------ |
| 25 giugno 1988    | 23 luglio 1989    | Giuseppe Biondolillo         | Democrazia Cristiana | Sindaco             | [ 11 ] |
| 23 luglio 1989    | 30 settembre 1991 | Francesco La Chiusa          | Democrazia Cristiana | Sindaco             | [ 11 ] |
| 30 settembre 1991 | 16 ottobre 1992   | Giovanni Cassata             |                      | Comm. straordinario | [ 11 ] |
| 30 settembre 1991 | 8 giugno 1993     | Sebastiano Rigoli            |                      | Comm. straordinario | [ 11 ] |
| 30 settembre 1991 | 8 giugno 1993     | Riccardo Cirillo             |                      | Comm. straordinario | [ 11 ] |
| 16 ottobre 1992   | 8 giugno 1993     | Santo Casamichele            |                      | Comm. straordinario | [ 11 ] |
| 8 giugno 1993     | 1º dicembre 1997  | Mario Cappadonia             | lista civica         | Sindaco             | [ 11 ] |
| 1º dicembre 1997  | 28 maggio 2002    | Loreto Dionisi               | centro-sinistra      | Sindaco             | [ 11 ] |
| 28 maggio 2002    | 12 dicembre 2006  | Loreto Dionisi               | lista civica         | Sindaco             | [ 11 ] |
| 12 dicembre 2006  | 8 giugno 2009     | Esther Libertini             |                      | Comm. straordinario | [ 11 ] |
| 12 dicembre 2006  | 8 giugno 2009     | Giuseppe Guglielmo Giliberto |                      | Comm. straordinario | [ 11 ] |
| 12 dicembre 2006  | 8 giugno 2009     | Ernesto Bianca               |                      | Comm. straordinario | [ 11 ] |
| 9 giugno 2009     | 5 novembre 2012   | Andrea Maria Pio Mendola     | lista civica         | Sindaco             | [ 11 ] |
| 30 novembre 2012  | 11 giugno 2013    | Pietro Tramuto               |                      | Comm. straordinario | [ 11 ] |
| 11 giugno 2013    | 10 giugno 2018    | Giuseppe Ognibene            | lista civica         | Sindaco             | [ 11 ] |
| 11 giugno 2018    | in carica         | Salvatore Geraci             | lista civica         | Sindaco             | [ 11 ] |

### Gemellaggi
- Cerdà, dal 2014

## Sport
Ha sede nel comune la società di calcio A.S.D Cerda Giuseppe Macina, che ha disputato campionati dilettantistici regionali..
Ha sede nel comune la squadra sportiva A.S.D Targa Racing Club, che ha disputato e organizzato nel territorio manifestazioni di motorsport quali la Cronoscalata Floriopoli - Cerda (2015, 2016, 2017, 2018) e alcune edizioni del Gran Premio Karting Città di Cerda.